# AHL 2015/16
Die Saison 2015/16 war die 80. Spielzeit der American Hockey League (AHL). Während der regulären Saison, die vom 9. Oktober 2015 bis zum 17. April 2016 ausgetragen wurde, bestritten die 30 Teams der Liga 76 oder 68 Begegnungen. Anschließend fanden die Playoffs statt, an deren Ende die Lake Erie Monsters am 11. Juni 2016 ihren ersten Calder Cup gewannen.
Die Spielzeit ging mit einer umfangreichen Umstrukturierung einher, so wechselten sieben Franchises den Ort, sodass die vormals sechs Divisionen auf vier reduziert wurden.

## Umstrukturierung

Die Teams der Saison 2014/15; gleiche Farben entsprechen der Zugehörigkeit zu einer Division.

Die neuen Teams der Saison 2015/16; gleiche Farben entsprechen der Zugehörigkeit zu einer Division.

Bis zur Saison 2014/15 spielten die am weitesten westlich gelegenen Teams der AHL in Texas. Dies stellte vor allem die an der Pazifikküste gelegenen NHL-Franchises (v. a. Anaheim, San Jose, Los Angeles) vor Probleme. Kurzfristige Kaderveränderungen zwischen den Kooperationspartnern waren aufgrund der geographischen Ferne kaum möglich. Insofern beschloss die AHL im Januar 2015 die Bildung einer Pacific Division, die (neben den zwei bestehenden Mannschaften aus Texas) mit fünf neuen in Kalifornien beheimateten Teams gefüllt werden sollte. In der ECHL, die unter der AHL angesiedelt ist, existierten zu diesem Zeitpunkt drei Teams aus Kalifornien, die jeweils den Ort und die Liga mit einem der neuen AHL-Franchises tauschten. Neben diesen, die neue Pacific Division betreffenden Veränderungen kamen zwei weitere Umsiedlungen hinzu.
Die Änderungen der Teams im Detail:
- Die Adirondack Flames spielen fortan als Stockton Heat in Stockton, während die Stockton Thunder aus der ECHL von nun als Adirondack Thunder firmieren. Beide Teams waren und bleiben Kooperationspartner der Calgary Flames.
- Die Manchester Monarchs ziehen nach Ontario um und heißen nun Ontario Reign. Sie tauschen mit den Ontario Reign aus der ECHL die Plätze, die somit nun als Manchester Monarchs firmieren. NHL-Partner bleiben bei beiden Teams die Los Angeles Kings.
- Die Norfolk Admirals spielen fortan als San Diego Gulls in San Diego und werden weiterhin die Anaheim Ducks als NHL-Partner haben.
- Die Oklahoma City Barons, die am Ende der Saison 2014/15 ihren Spielbetrieb sowieso einstellen wollten, firmieren fortan als Bakersfield Condors. Die Bakersfield Condors aus der ECHL wiederum übernehmen die Identität der Norfolk Admirals; NHL-Partner bleiben jeweils die Edmonton Oilers.
- Die Worcester Sharks werden nach San José verlegt, spielen fortan als San Jose Barracuda und bleiben das Farmteam der San Jose Sharks.
- Die St. John’s IceCaps firmieren fortan wieder als Manitoba Moose (wie bereits von 1996 bis 2011) und ziehen nach Winnipeg, wo sie mit den Winnipeg Jets kooperieren.
- Die Hamilton Bulldogs übernehmen als anderes Franchise die Identität der St. John’s IceCaps, ziehen somit nach St. John’s und bleiben Partner der Canadiens de Montréal. Die Hamilton Bulldogs werden zudem fortan als Nachfolger der Belleville Bulls in der Ontario Hockey League vertreten sein.

Darüber hinaus änderten sich folgende Kooperationen zwischen NHL und AHL:
| AHL-Team            | neuer NHL-Partner     | alter NHL-Partner     |
| ------------------- | --------------------- | --------------------- |
| Lake Erie Monsters  | Columbus Blue Jackets | Colorado Avalanche    |
| Portland Pirates    | Florida Panthers      | Arizona Coyotes       |
| San Antonio Rampage | Colorado Avalanche    | Florida Panthers      |
| Springfield Falcons | Arizona Coyotes       | Columbus Blue Jackets |

## Modus
Die 30 Mannschaften werden im Rahmen der diversen Veränderungen neu aufgeteilt. Fortan wird es statt sechs nur vier Divisionen geben (Atlantic, North, Central, Pacific); die Einteilung in Eastern und Western Conference bleibt jedoch erhalten. Beide Conferences bestehen aus 15 Teams, wobei jeweils eine Division acht und eine sieben Mannschaften enthält. Zudem wurde bereits bekannt, dass die fünf Teams der Pacific Division, die neu gegründet wurden und in Kalifornien ansässig sind, nur 68 Spiele in der regulären Saison absolvieren werden; alle anderen Mannschaften bestreiten wie im Vorjahr 76 Partien.
Während der regulären Saison wird bei einem Unentschieden nach drei Dritteln der Sieger durch eine Overtime und ein anschließendes Shootout ermittelt. Nachdem im Vorjahr die 3-gegen-3-Overtime eingeführt wurde, die allerdings erst nach drei Minuten begann, setzt man nun komplett auf eine fünfminütige Overtime mit jeweils drei Feldspielern. Dabei gilt weiterhin das Prinzip des Sudden Death. Als weitere Regeländerung wurde, analog zur NHL, die Coach’s Challenge eingeführt, die jedem Trainer einmal pro Spiel die Möglichkeit einräumt, strittige Entscheidung per Videobeweis überprüfen zu lassen.
Für die Playoffs qualifizieren sich fortan die jeweils vier Mannschaften jeder Division mit der höchsten Punktquote (Prozentsatz an gewonnenen von möglichen Punkten), allerdings mit einer Ausnahme, die der ungleichen Verteilung der Teams in den Divisionen (jeweils einmal sieben, einmal acht Teams) Rechnung tragen soll: Sollte ein Fünftplatzierter aus einer Division mit acht Teams (Atlantic, Central) eine höhere Punktquote aufweisen als ein Viertplatzierter der jeweils anderen Division aus der gleichen Conference, so qualifiziert sich dieses Team stattdessen und nimmt somit an den Divisions-Viertelfinals einer fremden Division teil. Bei diesem neuen System wird auf die Punktquote anstatt auf die Punkte allein zurückgegriffen, um die fünf Mannschaften, die 68 statt 76 Spiele bestreiten, nicht zu benachteiligen.
In den ersten beiden Runden spielt jede Division ihren eigenen Sieger aus, ehe im Conference-Halbfinale die Sieger der Conferences ausgespielt werden, die im Calder-Cup-Finale aufeinander treffen. Dabei trifft die auf der Setzliste am höchsten befindliche Mannschaft immer auf die niedrigst gesetzte. Die erste Playoffrunde wird im Best-of-Five-Modus ausgetragen, alle übrigen Serien werden im Best-of-Seven-Modus ausgespielt, das heißt, dass ein Team vier Siege zum Erreichen der nächsten Runde benötigt. Das höher gesetzte Team hat dabei die ersten beiden Spiele Heimrecht, die nächsten beiden das gegnerische Team. Sollte bis dahin kein Sieger aus der Runde hervorgegangen sein, wechselt das Heimrecht von Spiel zu Spiel. So hat die höhergesetzte Mannschaft in Spiel 1, 2, 5 und 7, also in vier der maximal sieben Spiele, einen Heimvorteil.
Bei Spielen, die nach der regulären Spielzeit von 60 Minuten unentschieden bleiben, folgt die Overtime, die im Gegensatz zur regulären Saison mit fünf Feldspielern gespielt wird. Die Drittel dauern weiterhin 20 Minuten und es wird so lange gespielt, bis ein Team das nächste Tor schießt (fortlaufende Overtime).

## Reguläre Saison

### Abschlusstabellen
Abkürzungen: GP = Spiele, W = Siege, L = Niederlagen, OTL = Niederlage nach Overtime, SOL = Niederlage nach Shootout, GF = Erzielte Tore, GA = Gegentore, Pts = Punkte, Pts% = Punktquote

Erläuterungen: In Klammern befindet sich die Platzierung innerhalb der Conference; Playoff-Qualifikation, Conference-Sieger, Gewinner der Macgregor Kilpatrick Trophy

#### Eastern Conference
| Atlantic Division                  | GP | W  | L  | OTL | SOL | GF  | GA  | Pts | Pts% |
| ---------------------------------- | -- | -- | -- | --- | --- | --- | --- | --- | ---- |
| Hershey Bears (3)                  | 76 | 43 | 21 | 5   | 7   | 259 | 220 | 98  | .645 |
| Providence Bruins (4)              | 76 | 41 | 22 | 9   | 4   | 238 | 198 | 95  | .625 |
| Wilkes-Barre/Scranton Penguins (5) | 76 | 43 | 27 | 4   | 2   | 230 | 203 | 92  | .605 |
| Portland Pirates (6)               | 76 | 41 | 27 | 6   | 2   | 215 | 207 | 90  | .592 |
| Bridgeport Sound Tigers (8)        | 76 | 40 | 29 | 4   | 3   | 209 | 220 | 87  | .572 |
| Hartford Wolf Pack (9)             | 76 | 41 | 32 | 3   | 0   | 202 | 199 | 85  | .559 |
| Lehigh Valley Phantoms (12)        | 76 | 34 | 35 | 4   | 3   | 215 | 222 | 75  | .493 |
| Springfield Falcons (15)           | 76 | 26 | 42 | 3   | 5   | 194 | 265 | 60  | .395 |

| North Division           | GP | W  | L  | OTL | SOL | GF  | GA  | Pts | Pts% |
| ------------------------ | -- | -- | -- | --- | --- | --- | --- | --- | ---- |
| Toronto Marlies (1)      | 76 | 54 | 16 | 5   | 1   | 294 | 191 | 114 | .750 |
| Albany Devils (2)        | 76 | 46 | 20 | 8   | 2   | 212 | 167 | 102 | .671 |
| Utica Comets (7)         | 76 | 38 | 26 | 8   | 4   | 224 | 217 | 88  | .579 |
| Syracuse Crunch (10)     | 76 | 32 | 29 | 11  | 4   | 213 | 240 | 79  | .520 |
| St. John’s IceCaps (11)  | 76 | 32 | 33 | 8   | 3   | 208 | 239 | 75  | .493 |
| Rochester Americans (13) | 76 | 34 | 38 | 3   | 1   | 199 | 249 | 72  | .474 |
| Binghamton Senators (14) | 76 | 31 | 38 | 6   | 1   | 204 | 241 | 69  | .454 |

#### Western Conference
| Central Division          | GP | W  | L  | OTL | SOL | GF  | GA  | Pts | Pts% |
| ------------------------- | -- | -- | -- | --- | --- | --- | --- | --- | ---- |
| Milwaukee Admirals (2)    | 76 | 48 | 23 | 3   | 2   | 224 | 193 | 101 | .664 |
| Lake Erie Monsters (3)    | 76 | 43 | 22 | 6   | 5   | 211 | 188 | 97  | .638 |
| Rockford IceHogs (4)      | 76 | 40 | 22 | 10  | 4   | 214 | 205 | 94  | .618 |
| Grand Rapids Griffins (7) | 76 | 44 | 30 | 1   | 1   | 238 | 195 | 90  | .592 |
| Charlotte Checkers (9)    | 76 | 36 | 32 | 3   | 5   | 214 | 229 | 80  | .526 |
| Chicago Wolves (12)       | 76 | 33 | 35 | 5   | 3   | 194 | 228 | 74  | .487 |
| Manitoba Moose (13)       | 76 | 26 | 41 | 4   | 5   | 180 | 250 | 61  | .401 |
| Iowa Wild (14)            | 76 | 24 | 41 | 5   | 6   | 169 | 225 | 59  | .388 |

| Pacific Division         | GP | W  | L  | OTL | SOL | GF  | GA  | Pts | Pts% |
| ------------------------ | -- | -- | -- | --- | --- | --- | --- | --- | ---- |
| Ontario Reign (1)        | 68 | 44 | 19 | 4   | 1   | 192 | 138 | 93  | .684 |
| San Diego Gulls (5)      | 68 | 39 | 23 | 3   | 2   | 208 | 200 | 84  | .618 |
| Texas Stars (6)          | 76 | 40 | 25 | 8   | 3   | 277 | 246 | 91  | .599 |
| San Jose Barracuda (8)   | 68 | 31 | 26 | 8   | 3   | 198 | 193 | 73  | .537 |
| Bakersfield Condors (9)  | 68 | 31 | 28 | 7   | 2   | 212 | 222 | 71  | .522 |
| Stockton Heat (10)       | 68 | 32 | 32 | 2   | 2   | 194 | 224 | 68  | .500 |
| San Antonio Rampage (11) | 76 | 33 | 35 | 8   | 0   | 213 | 240 | 74  | .487 |

### Beste Scorer
Mit 80 Punkten führte Chris Bourque die Scorerliste der AHL an, während Seth Griffith die meisten Vorlagen gab (53). Bester Torschütze wurde Frank Vatrano mit 36 Treffern, obwohl er nur 36 Saisonspiele absolviert hatte.
Abkürzungen: GP = Spiele, G = Tore, A = Assists, Pts = Punkte, +/- = Plus/Minus, PIM = Strafminuten; Fett: Saisonbestwert
| Spieler                 | Team                                               | GP | G  | A  | Pts | PIM |
| ----------------------- | -------------------------------------------------- | -- | -- | -- | --- | --- |
| Chris Bourque           | Hershey Bears                                      | 72 | 30 | 50 | 80  | 56  |
| Seth Griffith           | Providence Bruins                                  | 57 | 24 | 53 | 77  | 32  |
| T. J. Brennan           | Toronto Marlies                                    | 69 | 25 | 43 | 68  | 53  |
| Alexander Chochlatschow | Providence Bruins                                  | 60 | 23 | 45 | 68  | 12  |
| Dustin Jeffrey          | Springfield Falcons Wilkes-Barre/Scranton Penguins | 64 | 20 | 44 | 64  | 20  |
| Andy Miele              | Grand Rapids Griffins                              | 75 | 18 | 44 | 62  | 77  |
| Austin Czarnik          | Providence Bruins                                  | 68 | 20 | 41 | 61  | 24  |
| Bud Holloway            | St. John’s IceCaps                                 | 70 | 19 | 42 | 61  | 14  |
| Mikko Rantanen          | San Antonio Rampage                                | 52 | 24 | 36 | 60  | 42  |
| Mark Arcobello          | Toronto Marlies                                    | 49 | 25 | 34 | 59  | 22  |

### Beste Torhüter
Die kombinierte Tabelle zeigt die jeweils drei besten Torhüter in den Kategorien Gegentorschnitt und Fangquote sowie die jeweils Führenden in den Kategorien Shutouts und Siege.
Abkürzungen: GP = Spiele, TOI = Eiszeit (in Minuten), W = Siege, L = Niederlagen, OTL = Overtime-Niederlagen, GA = Gegentore, SO = Shutouts, Sv% = gehaltene Schüsse (in %), GAA = Gegentorschnitt; Fett: Saisonbestwert
Es werden nur Torhüter erfasst, die mindestens 1440 Minuten absolviert haben. Sortiert nach bestem Gegentorschnitt.
| Spieler      | Team                           | GP | TOI     | W  | L  | OTL | GA  | SO | Sv%  | GAA  |
| ------------ | ------------------------------ | -- | ------- | -- | -- | --- | --- | -- | ---- | ---- |
| Peter Budaj  | Ontario Reign                  | 60 | 3574:33 | 42 | 14 | 4   | 104 | 9  | 93,2 | 1,75 |
| Matt Murray  | Wilkes-Barre/Scranton Penguins | 31 | 1827:16 | 20 | 9  | 1   | 64  | 4  | 93,1 | 2,10 |
| Yann Danis   | Albany Devils                  | 47 | 2681:16 | 28 | 12 | 5   | 99  | 8  | 90,8 | 2,22 |
| Tom McCollum | Grand Rapids Griffins          | 30 | 1686:03 | 15 | 13 | 0   | 68  | 1  | 92,3 | 2,42 |

## Calder-Cup-Playoffs

### Playoff-Baum
|  | Conference-Viertelfinale | Conference-Viertelfinale       | Conference-Viertelfinale |                                |                       | Conference-Halbfinale | Conference-Halbfinale | Conference-Halbfinale |  |  | Conference-Finale | Conference-Finale | Conference-Finale |  |  | Calder-Cup-Finale | Calder-Cup-Finale | Calder-Cup-Finale |
|  |                          |                                |                          |                                |                       |                       |                       |                       |  |  |                   |                   |                   |  |  |                   |                   |                   |
|  | A1                       | Hershey Bears                  | 3                        |                                |                       |                       |                       |                       |  |  |                   |                   |                   |  |  |                   |                   |                   |
|  | A4                       | Portland Pirates               | 2                        |                                |                       |                       |                       |                       |  |  |                   |                   |                   |  |  |                   |                   |                   |
|  | A4                       | Portland Pirates               | 2                        | A1                             | Hershey Bears         | 4                     |                       |                       |  |  |                   |                   |                   |  |  |                   |                   |                   |
|  |                          |                                |                          | A1                             | Hershey Bears         | 4                     |                       |                       |  |  |                   |                   |                   |  |  |                   |                   |                   |
|  |                          |                                | A3                       | Wilkes-Barre/Scranton Penguins | 3                     |                       |                       |                       |  |  |                   |                   |                   |  |  |                   |                   |                   |
|  | A2                       | Providence Bruins              | A3                       | Wilkes-Barre/Scranton Penguins | 3                     | 0                     |                       |                       |  |  |                   |                   |                   |  |  |                   |                   |                   |
|  | A2                       | Providence Bruins              |                          |                                |                       | 0                     |                       |                       |  |  |                   |                   |                   |  |  |                   |                   |                   |
|  | A3                       | Wilkes-Barre/Scranton Penguins | 3                        |                                |                       |                       |                       |                       |  |  |                   |                   |                   |  |  |                   |                   |                   |
|  | A3                       | Wilkes-Barre/Scranton Penguins | 3                        | A1                             | Hershey Bears         | 4                     |                       |                       |  |  |                   |                   |                   |  |  |                   |                   |                   |
|  |                          |                                |                          | A1                             | Hershey Bears         | 4                     | Eastern Conference    |                       |  |  |                   |                   |                   |  |  |                   |                   |                   |
|  |                          | N1                             | Toronto Marlies          | 1                              |                       |                       |                       |                       |  |  |                   |                   |                   |  |  |                   |                   |                   |
|  | N1                       | N1                             | Toronto Marlies          | 1                              | Toronto Marlies       | 3                     |                       |                       |  |  |                   |                   |                   |  |  |                   |                   |                   |
|  | N1                       |                                |                          |                                | Toronto Marlies       | 3                     |                       |                       |  |  |                   |                   |                   |  |  |                   |                   |                   |
|  | A5                       | Bridgeport Sound Tigers        | 0                        |                                |                       |                       |                       |                       |  |  |                   |                   |                   |  |  |                   |                   |                   |
|  | A5                       | Bridgeport Sound Tigers        | 0                        | N1                             | Toronto Marlies       | 4                     |                       |                       |  |  |                   |                   |                   |  |  |                   |                   |                   |
|  |                          |                                |                          | N1                             | Toronto Marlies       | 4                     |                       |                       |  |  |                   |                   |                   |  |  |                   |                   |                   |
|  |                          |                                | N2                       | Albany Devils                  | 3                     |                       |                       |                       |  |  |                   |                   |                   |  |  |                   |                   |                   |
|  | N2                       | Albany Devils                  | N2                       | Albany Devils                  | 3                     | 3                     |                       |                       |  |  |                   |                   |                   |  |  |                   |                   |                   |
|  | N2                       | Albany Devils                  |                          |                                |                       |                       |                       |                       |  |  |                   |                   |                   |  |  |                   |                   |                   |
|  | N3                       | Utica Comets                   | 1                        |                                |                       |                       |                       |                       |  |  |                   |                   |                   |  |  |                   |                   |                   |
|  | N3                       | Utica Comets                   | 1                        | A1                             | Hershey Bears         | 0                     |                       |                       |  |  |                   |                   |                   |  |  |                   |                   |                   |
|  |                          |                                |                          |                                |                       |                       |                       |                       |  |  |                   |                   |                   |  |  |                   |                   |                   |
|  |                          | C2                             | Lake Erie Monsters       | 4                              |                       |                       |                       |                       |  |  |                   |                   |                   |  |  |                   |                   |                   |
|  | C1                       | C2                             | Lake Erie Monsters       | 4                              | Milwaukee Admirals    | 0                     |                       |                       |  |  |                   |                   |                   |  |  |                   |                   |                   |
|  | C1                       |                                |                          |                                | Milwaukee Admirals    | 0                     |                       |                       |  |  |                   |                   |                   |  |  |                   |                   |                   |
|  | C4                       | Grand Rapids Griffins          | 3                        |                                |                       |                       |                       |                       |  |  |                   |                   |                   |  |  |                   |                   |                   |
|  | C4                       | Grand Rapids Griffins          | 3                        | C4                             | Grand Rapids Griffins | 2                     |                       |                       |  |  |                   |                   |                   |  |  |                   |                   |                   |
|  |                          |                                |                          | C4                             | Grand Rapids Griffins | 2                     |                       |                       |  |  |                   |                   |                   |  |  |                   |                   |                   |
|  |                          |                                | C2                       | Lake Erie Monsters             | 4                     |                       |                       |                       |  |  |                   |                   |                   |  |  |                   |                   |                   |
|  | C2                       | Lake Erie Monsters             | C2                       | Lake Erie Monsters             | 4                     | 3                     |                       |                       |  |  |                   |                   |                   |  |  |                   |                   |                   |
|  | C2                       | Lake Erie Monsters             |                          |                                |                       | 3                     |                       |                       |  |  |                   |                   |                   |  |  |                   |                   |                   |
|  | C3                       | Rockford IceHogs               | 0                        |                                |                       |                       |                       |                       |  |  |                   |                   |                   |  |  |                   |                   |                   |
|  | C3                       | Rockford IceHogs               | 0                        | C2                             | Lake Erie Monsters    | 4                     |                       |                       |  |  |                   |                   |                   |  |  |                   |                   |                   |
|  |                          |                                |                          | C2                             | Lake Erie Monsters    | 4                     | Western Conference    |                       |  |  |                   |                   |                   |  |  |                   |                   |                   |
|  |                          | P1                             | Ontario Reign            | 0                              |                       |                       |                       |                       |  |  |                   |                   |                   |  |  |                   |                   |                   |
|  | P1                       | P1                             | Ontario Reign            | 0                              | Ontario Reign         | 3                     |                       |                       |  |  |                   |                   |                   |  |  |                   |                   |                   |
|  | P1                       |                                |                          |                                |                       |                       |                       |                       |  |  |                   |                   |                   |  |  |                   |                   |                   |
|  | P4                       | San Jose Barracuda             | 1                        |                                |                       |                       |                       |                       |  |  |                   |                   |                   |  |  |                   |                   |                   |
|  | P4                       | San Jose Barracuda             | 1                        | P1                             | Ontario Reign         | 4                     |                       |                       |  |  |                   |                   |                   |  |  |                   |                   |                   |
|  |                          |                                |                          | P1                             | Ontario Reign         | 4                     |                       |                       |  |  |                   |                   |                   |  |  |                   |                   |                   |
|  |                          |                                | P2                       | San Diego Gulls                | 1                     |                       |                       |                       |  |  |                   |                   |                   |  |  |                   |                   |                   |
|  | P2                       | San Diego Gulls                | P2                       | San Diego Gulls                | 1                     | 3                     |                       |                       |  |  |                   |                   |                   |  |  |                   |                   |                   |
|  | P2                       | San Diego Gulls                |                          |                                |                       |                       |                       |                       |  |  |                   |                   |                   |  |  |                   |                   |                   |
|  | P3                       | Texas Stars                    | 1                        |                                |                       |                       |                       |                       |  |  |                   |                   |                   |  |  |                   |                   |                   |

### Calder-Cup-Sieger
| Calder-Cup-Sieger Lake Erie Monsters | Torhüter: Anton Forsberg, Joonas Korpisalo Verteidiger: Steve Eminger, Justin Falk, Dillon Heatherington, Dean Kukan, Michael Paliotta, John Ramage, Jaime Sifers, Zach Werenski Angreifer: Josh Anderson, Oliver Bjorkstrand, Alex Broadhurst, Michael Chaput, Ryan Craig, Brett Gallant, Markus Hännikäinen, Sonny Milano, Nick Moutrey, Kerby Rychel, Lukáš Sedlák, T. J. Tynan, Trent Vogelhuber, Daniel Zaar Cheftrainer: Jared Bednar General Manager: Bill Zito |

### Beste Scorer
Abkürzungen: GP = Spiele, G = Tore, A = Assists, Pts = Punkte, +/- = Plus/Minus, PIM = Strafminuten; Fett: Saisonbestwert
| Spieler            | Team                           | GP | G  | A  | Pts | PIM |
| ------------------ | ------------------------------ | -- | -- | -- | --- | --- |
| Connor Carrick     | Toronto Marlies                | 15 | 7  | 11 | 18  | 12  |
| Carter Camper      | Hershey Bears                  | 21 | 6  | 11 | 17  | 2   |
| Oliver Bjorkstrand | Lake Erie Monsters             | 17 | 10 | 6  | 16  | 2   |
| Lukáš Sedlák       | Lake Erie Monsters             | 17 | 9  | 7  | 16  | 18  |
| Jakub Vrána        | Hershey Bears                  | 21 | 8  | 6  | 14  | 2   |
| Jake Guentzel      | Wilkes-Barre/Scranton Penguins | 10 | 5  | 9  | 14  | 0   |
| Zach Werenski      | Lake Erie Monsters             | 17 | 5  | 9  | 14  | 2   |
| Ryan Craig         | Lake Erie Monsters             | 17 | 3  | 10 | 13  | 8   |
| Josh Anderson      | Lake Erie Monsters             | 15 | 7  | 5  | 12  | 24  |
| Daniel Zaar        | Lake Erie Monsters             | 17 | 7  | 5  | 12  | 4   |

Bester Vorlagengeber wurde Aaron Ness von den Hershey Bears mit 12 Assists.

### Beste Torhüter
Die kombinierte Tabelle zeigt die jeweils drei besten Torhüter in den Kategorien Gegentorschnitt und Fangquote sowie die jeweils Führenden in den Kategorien Shutouts und Siege.
Abkürzungen: GP = Spiele, TOI = Eiszeit (in Minuten), W = Siege, L = Niederlagen, OTL = Overtime-Niederlagen, GA = Gegentore, SO = Shutouts, Sv% = gehaltene Schüsse (in %), GAA = Gegentorschnitt; Fett: Saisonbestwert
Es werden nur Torhüter erfasst, die mindestens 60 Minuten absolviert haben. Sortiert nach bestem Gegentorschnitt.
| Spieler        | Team                  | GP | TOI     | W  | L | OTL | GA | SO | Sv%  | GAA  |
| -------------- | --------------------- | -- | ------- | -- | - | --- | -- | -- | ---- | ---- |
| Anton Forsberg | Lake Erie Monsters    | 10 | 583:58  | 9  | 0 | 0   | 13 | 2  | 94,9 | 1,34 |
| Jared Coreau   | Grand Rapids Griffins | 3  | 158:46  | 2  | 1 | 0   | 5  | 0  | 94,9 | 1,89 |
| Justin Peters  | Hershey Bears         | 20 | 1242:20 | 11 | 9 | 0   | 44 | 2  | 92,2 | 2,13 |
| Anton Chudobin | San Diego Gulls       | 4  | 185:28  | 2  | 1 | 0   | 7  | 0  | 93,4 | 2,26 |

## Vergebene Trophäen

### Mannschaftstrophäen
| Auszeichnung                                                     | Team               |
| ---------------------------------------------------------------- | ------------------ |
| Calder Cup Gewinner der AHL-Playoffs                             | Lake Erie Monsters |
| Richard F. Canning Trophy Gewinner des Eastern-Conference-Finale | Hershey Bears      |
| Robert W. Clarke Trophy Gewinner des Western-Conference-Finale   | Lake Erie Monsters |
| Macgregor Kilpatrick Trophy Bestes Team der regulären Saison     | Toronto Marlies    |
| Frank S. Mathers Trophy Bestes Team der Eastern Conference       | Toronto Marlies    |
| Norman R. „Bud“ Poile Trophy Bestes Team der Western Conference  | Ontario Reign      |
| Emile Francis Trophy Bestes Team der Atlantic Division           | Hershey Bears      |
| F. G. „Teddy“ Oke Trophy Bestes Team der North Division          | Toronto Marlies    |
| Sam Pollock Trophy Bestes Team der Central Division              | Milwaukee Admirals |
| John D. Chick Trophy Bestes Team der Pacific Division            | Ontario Reign      |

### Individuelle Trophäen
| Auszeichnung                                                                                                   | Spieler                      | Team                                  |
| --- | ---------------------------- | ------------------------------------- |
| Les Cunningham Award MVP der regulären Saison                                                                  | Chris Bourque                | Hershey Bears                         |
| John B. Sollenberger Trophy Bester Scorer                                                                      | Chris Bourque                | Hershey Bears                         |
| Willie Marshall Award Bester Torschütze                                                                        | Frank Vatrano                | Providence Bruins                     |
| Dudley „Red“ Garrett Memorial Award Bester Rookie                                                              | Frank Vatrano Mikko Rantanen | Providence Bruins San Antonio Rampage |
| Eddie Shore Award Bester Verteidiger                                                                           | T. J. Brennan                | Toronto Marlies                       |
| Aldege „Baz“ Bastien Memorial Award Bester Torhüter                                                            | Peter Budaj                  | Ontario Reign                         |
| Harry „Hap“ Holmes Memorial Award Torhüter mit dem geringsten Gegentorschnitt                                  | Peter Budaj                  | Ontario Reign                         |
| Louis A. R. Pieri Memorial Award Bester Trainer                                                                | Rick Kowalsky                | Albany Devils                         |
| Fred T. Hunt Memorial Award Für den Spieler, der durch Fairness, Einsatz und Hingabe herausragt                | Tom Kostopoulos              | Wilkes-Barre/Scranton Penguins        |
| Yanick Dupré Memorial Award Für den Spieler, der sich durch besonderen Einsatz in der Gesellschaft auszeichnet | Ryan Carpenter               | San Jose Barracuda                    |
| Jack A. Butterfield Trophy MVP der Calder-Cup-Playoffs                                                         | Oliver Bjorkstrand           | Lake Erie Monsters                    |

### All-Star-Teams
| First All-Star Team | First All-Star Team                           |
| ------------------- | --------------------------------------------- |
| Angriff:            | Chris Bourque – Seth Griffith – Frank Vatrano |
| Verteidigung:       | T. J. Brennan – Brandon Montour               |
| Tor:                | Peter Budaj                                   |

| Second All-Star Team | Second All-Star Team                         |
| -------------------- | -------------------------------------------- |
| Angriff:             | Dustin Jeffrey – Mikko Rantanen – Mike Sislo |
| Verteidigung:        | Will O’Neill – Robbie Russo                  |
| Tor:                 | Matt Murray                                  |

| All-Rookie Team | All-Rookie Team                                 |
| --------------- | ----------------------------------------------- |
| Angriff:        | Austin Czarnik – Mikko Rantanen – Frank Vatrano |
| Verteidigung:   | Brandon Montour – Robbie Russo                  |
| Tor:            | Juuse Saros                                     |